# Idrogenodotto

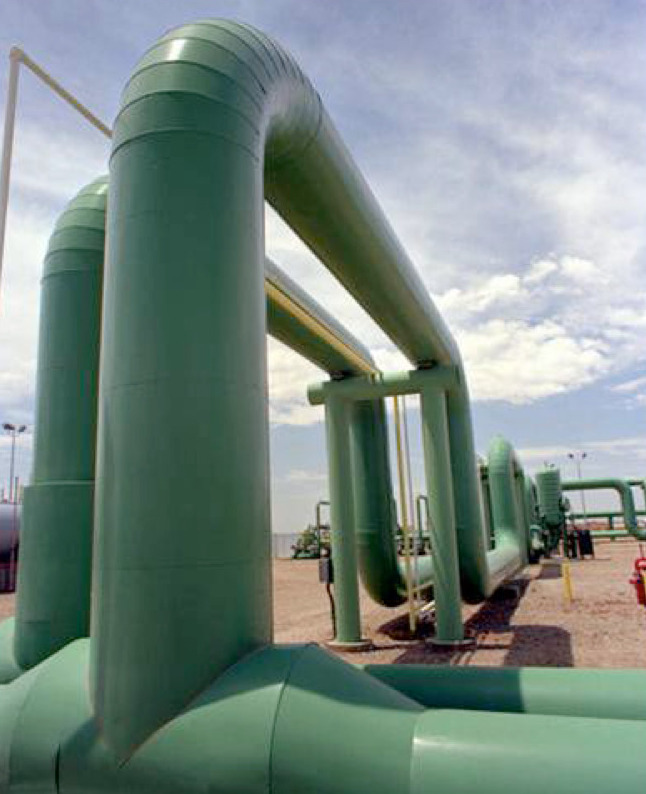
Idrogenodotto

L'idrogenodotto è un'opera costruita per il trasporto d'idrogeno attraverso tubature.

## Storia
- 1934 - Verrès (AO) Italia venne costruito un idrogenodotto nella Società Castel Verrès centrale idroelettrica, la tubazione attraversò l'intero paese, la produzione fu di 42000 m³ di idrogeno in 24h, servì per la realizzazione di concimi speciali, nella Fabbrica Chimica di Verrès il processo produttivo fu realizzato attraverso l'ausilio di 4 convertitori rotanti, una griglia di platino resistente alla corrosione del processo elettrolitico, 3 vasche di purificazione dell'acqua. L'operazione fu realizzata dalla Società Costruzioni A. Brambilla di Milano[1].
- 1938 - Regione metropolitana Reno-Ruhr venne costruito il primo idrogenodotto lungo 240 km con tubi di acciaio di diametro compreso tra i 25 e i 30 centimetri che trasporta tuttora[2] idrogeno compresso fino a 30 bar.
- 1973 - Idrogenodotto di 30 km a Isbergues, Francia[3].
- 1985 - Estensione dell'iderogenodotto da Isbergues fino a Zeebrugge.
- 1997 - Connessione fino a Rotterdam.
- 1997 - 2000: Costruzione di due reti per il trasporto di idrogeno, una vicino a Corpus Christi, Texas, e una tra Freeport (Texas) e Texas City.
- 2009 - Estensione di 150 miglia tra Plaquemine e Chalmette[4].

## Infrastruttura
- 2004 - USA - Costruzione di (1450 km) tubature per il trasporto di idrogeno a bassa pressione[5]
- 2004 - Europe - Costruzione di (1500 km) tubature per il trasporto di idrogeno a bassa pressione[6].

## Ricerca
Si stanno svolgendo ricerche per l'impiego di tubature in Fibra-rinforzata di plastica (o tubature FRP) e dei tubi di termoplastica rinforzata .